# ميرلين هولاند
ميرلين هولاند (بالإنجليزية: Merlin Holland)‏ هو كاتب وصحفي وشاعر بريطاني، ولد في 1945 في لندن في المملكة المتحدة.